# Sparrow (бот)
Sparrow — чат-бот, разработанный исследовательской лабораторией искусственного интеллекта DeepMind, дочерней компанией Alphabet Inc. Он предназначен для того, чтобы правильно отвечать на вопросы пользователей, снижая при этом риск небезопасных и неуместных ответов/ Одним из мотивов создания Sparrow является решение проблемы языковых моделей, производящих неверные, предвзятые или потенциально вредные результаты. Sparrow обучается с использованием человеческих суждений, чтобы быть более «полезным, правильным и безвредным» по сравнению с базовыми предварительно обученными языковыми моделями. При разработке Sparrow участникам платного исследования предлагалось взаимодействовать со Sparrow, а также собирались их предпочтения для обучения модели полезности ответа.
Чтобы улучшить правильность и помочь избежать проблемы «галлюцинации», Sparrow имеет возможность поиска в Интернете с помощью Google Search, чтобы найти и процитировать доказательства любых заявлений о фактах, которые он делает.
Чтобы сделать модель более безопасной, её поведение ограничивается набором правил, например, «не делать угрожающих заявлений» и «не делать ненавистных или оскорбительных комментариев», а также правил о возможно вредных советах и непритязаниях выдавать себя за человека. Во время исследования участников попросили пообщаться с системой и попытаться обманом заставить её нарушить эти правила. На суждениях этих участников была обучена «модель правил», которая использовалась для дальнейшего обучения.
Sparrow была представлена в сентябре 2022 года в документе под названием «Улучшение согласования диалоговых агентов с помощью целенаправленных человеческих суждений», однако он не был опубликован публично. Генеральный директор DeepMind Демис Хассабис сказал, что DeepMind рассматривает возможность выпуска Sparrow в виде «частной бета-версии» где-то в 2023 году.

## Обучение
Sparrow — глубокая нейронная сеть, основанная на архитектуре модели машинного обучения "трансформер". Она точно настроена на основе предварительно обученной большой языковой модели DeepMind Chinchilla AI (LLM), которая имеет 70 миллиардов весов.
Sparrow обучается с использованием обучения с подкреплением на основе обратной связи с человеком (RLHF), хотя также используются некоторые контролируемые методы тонкой настройки. В обучении RLHF используются две модели вознаграждения, учитывающие человеческие суждения; «модель предпочтений», которая предсказывает, что предпочтет участник исследования, и «модель правил», которая предсказывает, нарушила ли модель одно из правил.

## Ограничения
Корпус обучающих данных Sparrow в основном на английском языке, а это означает, что на других языках он работает хуже.
При враждебной тактике со стороны участников исследования модель нарушает правила в 8% случаев, однако это всё ещё в 3 раза ниже, чем у предварительно обученной модели с подсказкой базового уровня (Chinchilla).